# 含泪活着
《含泪活着》（日语：／ Nakinagaraikite）是富士电视台拍摄的一部纪录片，內容讲述來自中国上海的旅日留学生丁尚彪在日本15年的经历。

## 剧情
文化大革命结束后，1954年生丁尚彪35歲決定借钱留学日本。学校位于北海道的阿寒町。因为学校附近没打工机会無法还债，丁尚彪从学校逃走，以非法移民的身份到东京打工。15年的旅日打工生涯，丁尚彪不仅还清了债务，还资助了女儿的学业。丁尚彪的女儿从复旦大学附属中学毕业后，考取了纽约州立大学的医学专业（页面存档备份，存于）。

## 製作
本片由曾經以《我们的留学生活——在日本的日子》系列纪录片拿下「放送文化基金賞」兩項獎項的华人导演张丽玲執導，是該系列紀錄片的完结篇，共花費10年於中国大陸、日本和美国等地拍攝完成。2009年11月，《含泪活着》在日本院线首映，並未在中国上映。